# Ivo Janssen
Ivo Janssen (født i Venlo 1963) er en nutidig pianist, med fokus på klassisk musik.
Ivo Janssen blev født i Venlo, Holland, i 1963. Han studerede klaver hos Jan Wijn og Robert Levin. Fra 1986 til i dag har han modtaget adskillige priser, og har indspillet adskillige albums, mest med klassisk musik, af Bach, Schumann, Brahms, Debussy, Hindemith og andre komponister.
Hans "Toccata!" Projektet kombinerer J. S. Bach med nutidige hollandske komponister, for eksempel Louis Andriessen, Michiel Borstlap, Leo Samama og Christina Viola Oorebeek.